# Tithi Bhattacharya
Tithi Bhattacharya, född 1971 i Indien, är en indisk-amerikansk professor i sydasiatisk historia vid Purdue University, författare och skribent. Bhattacharya är en marxistisk feminist och en av de nationella arrangörerna av International Women's Strike. Hon förespråkar rättigheter åt palestinier och bojkott, desinvesteringar och sanktioner (BDS). Hon är en av författarna till Feminism för de 99 procenten som argumenterar för enhet mellan feminism och antirasism och antikapitalism. Inom ramen för studier om genus har Bhattacharya vidare författat boken The Sentinels of Culture: Class, Education, and the Colonial Intellectual in Bengal. Dessutom har hon skrivit om de politiska yttringar islamofobi kan anta. 
Bhattacharya har även skrivit The Sentinels of Culture, Social Reproduction Theory: Remapping Class, Recentering Oppression.